# Brian Oliver (lekkoatleta)
Brian Thomas Oliver (ur. 26 września 1929 w Northam, zm. 20 października 2015 w Perth) –  australijski lekkoatleta, czterokrotny medalista igrzysk Imperium Brytyjskiego i Wspólnoty Brytyjskiej.
Największe sukcesy odnosił w trójskoku, ale z powodzeniem startował również w skoku w dal i biegach sprinterskich.
Zwyciężył w trójskoku na igrzyskach Imperium Brytyjskiego w 1950 w Auckland. Na kolejnych igrzyskach Imperium Brytyjskiego i Wspólnoty Brytyjskiej w 1954 w Vancouver wywalczył trzy brązowe medale: w trójskoku, w sztafecie 4 × 110 jardów (biegła w składzie: Oliver,  David Lean, Hector Hogan i Kevan Gosper) oraz w sztafecie 4 × 440 jardów (biegła w składzie: Oliver, Lean, Don MacMillan i Gosper). Był też zgłoszony do konkursu skoku w dal, ale w nim nie wystąpił. Odpadł w kwalifikacjach trójskoku na igrzyskach olimpijskich w 1956 w Melbourne.
Był mistrzem Australii w trójskoku w latach 1952/1953, 1953/1954 i 1955/1956 oraz w skoku w dal w latach 1952/1953 i 1955/1956, a także wicemistrzem w trójskoku w 1949/1950 i 1954/1955.
Rekord życiowy Olivera w trójskoku wynosił 15,60 m (ustanowiony 6 lutego 1950 w Auckland).